# جانيت مالكوم
جانيت مالكوم (بالإنجليزية: Janet Malcolm)‏ هي صحفية أمريكية، ولدت في 1934 في براغ في التشيك.

## وصلات خارجية
- جانيت مالكوم على موقع إن إن دي بي (الإنجليزية)